# Daïra d'Aïn Deheb
La daïra d'Aïn Deheb est une daïra d'Algérie située dans la wilaya de Tiaret et dont le chef-lieu est la ville éponyme d'Aïn Deheb.

## Localisation
la daïra de AIN DEHEB situe au sud de la Wilaya de Tiaret sur 63 km délimitée comme suit :
- Nord : Daïra de Sougueur.
- Sud   : Daïra de Gueltat Sidi Saad (Wilaya de Laghouat)
- Ouest : Daïra de Ain kermes  et Wilaya el Bayadh
- Est     : Daïra de Sougueur.

## Communes
La daïra d'Aïn Deheb est constituée de trois communes :
- Aïn Deheb (chef-lieu)
- Naima
- Chehaima